# Чернокозово
Чернокозово (рос. Чернокозово) — село у Наурському районі Чечні Російської Федерації.
Населення становить 3085 осіб. Входить до складу муніципального утворення Чернокозовське сільське поселення.

## Історія
Згідно із законом від 14 липня 2008 року органом місцевого самоврядування є Чернокозовське сільське поселення.
В роки другої російсько - чеченської війни в Чернокозово існував концентраційний табір в якому утримували осіб запідозрених в причетності до чеченського руху опору. Фільтраційний пункт (згодом слідчий ізолятор) був відомий винятково жорстоким поводженням із ув'язненими.

## Населення
| 1990 | 2002  | 2010  |
| ---- | ----- | ----- |
| 2404 | ↘1751 | ↗3085 |